# Дейвид Каплан
Дейвид Бенджамин Каплан (на английски: David Benjamin Kaplan; р. 1933) е американски философ и логик, преподаващ в Калифорнийски университет, Лос Анджелис. Неговата работа е насочена към логиката, философската логика, модалностите, философията на езика, метафизиката и епистемологията. Той е известен най-вече с работата си по демонстративите, пропозициите, както и референцията в интенсионален контекст.
Член е на Британската академия от 2007 г.